# Mezzogiorno (Italia)
Il Mezzogiorno o Meridione d'Italia è un'area geografica italiana comprendente l'Italia meridionale e quella insulare.
L'estensione geografica del Mezzogiorno d'Italia corrisponde a grandi linee al bacino territoriale e storico-culturale un tempo occupato dai due Regni di Sicilia e di Napoli, riuniti nel 1816 nel Regno delle Due Sicilie, il più esteso Stato preunitario, comprendente le attuali regioni Abruzzo, Basilicata, Calabria, Campania, Molise, Puglia, Sicilia e parte della regione Lazio (nello specifico, gli ex circondari di Gaeta e Sora, nonché quello di Cittaducale). La Sardegna, per quanto situata al di fuori di tale bacino, è comunque aggregata al Mezzogiorno.
Lo sviluppo di quest'area, così considerata in termini socio-economici, è oggetto di studi da parte di enti quali la Svimez, con sede a Roma, e l'Associazione studi e ricerche per il Mezzogiorno, con sede a Napoli.

## Geografia

Mappa cronologica dei principali eventi sismici nel Mezzogiorno tra XVII e XX secolo

Colonie greche nella Magna Graecia

Il Mezzogiorno italiano confina a nord-ovest con il Lazio, a nord-est con le Marche, e a est, ovest e sud con il mar Mediterraneo. Il suo territorio è prevalentemente collinare-montuoso, le pianure più estese sono: il Tavoliere delle Puglie (seconda pianura più estesa della penisola italiana), la pianura salentina, il Campidano, la piana di Metaponto, la piana del Sele, la Piana di Sibari, la piana di Catania e la pianura campana.
È attraversato da nord a sud dalla catena montuosa degli Appennini, ma la cima più elevata è il cono vulcanico dell'Etna (3 369 m). Le altre vette più elevate sono: il Gran Sasso d'Italia 2 912 m, monte Amaro 2 793 m, monte Miletto 2 050 m (Massiccio del Matese), il monte Terminio 1 806 m e il monte Cervialto 1 809 m (Appennino campano), il monte Pollino 2 248 m, serra Dolcedorme 2 267 m, monte Papa 2 005 m, lmonte Alpi 1 900 m (Appennino lucano), monte Botte Donato 1 930 m (Appennino calabro), Montalto (Aspromonte) 1 956 m. Aspromonte che rientra nel territorio del parco nazionale dell'Aspromonte, di cui costituisce una delle principali attrattive; il monte Cervati 1 899 m e il monte Gelbison (o Sacro Monte di Novi Velia) i quali si trovano ambedue nel parco nazionale del Cilento.
I mari che bagnano le regioni del Mezzogiorno sono l'Adriatico, lo Ionio e il Tirreno; pertanto, si potrebbero classificare in:
- Regioni adriatiche: Abruzzo, Molise, Puglia;
- Regioni ioniche: Puglia, Basilicata, Calabria, Sicilia;
- Regioni tirreniche: Campania, Basilicata, Calabria, Sicilia, Sardegna.

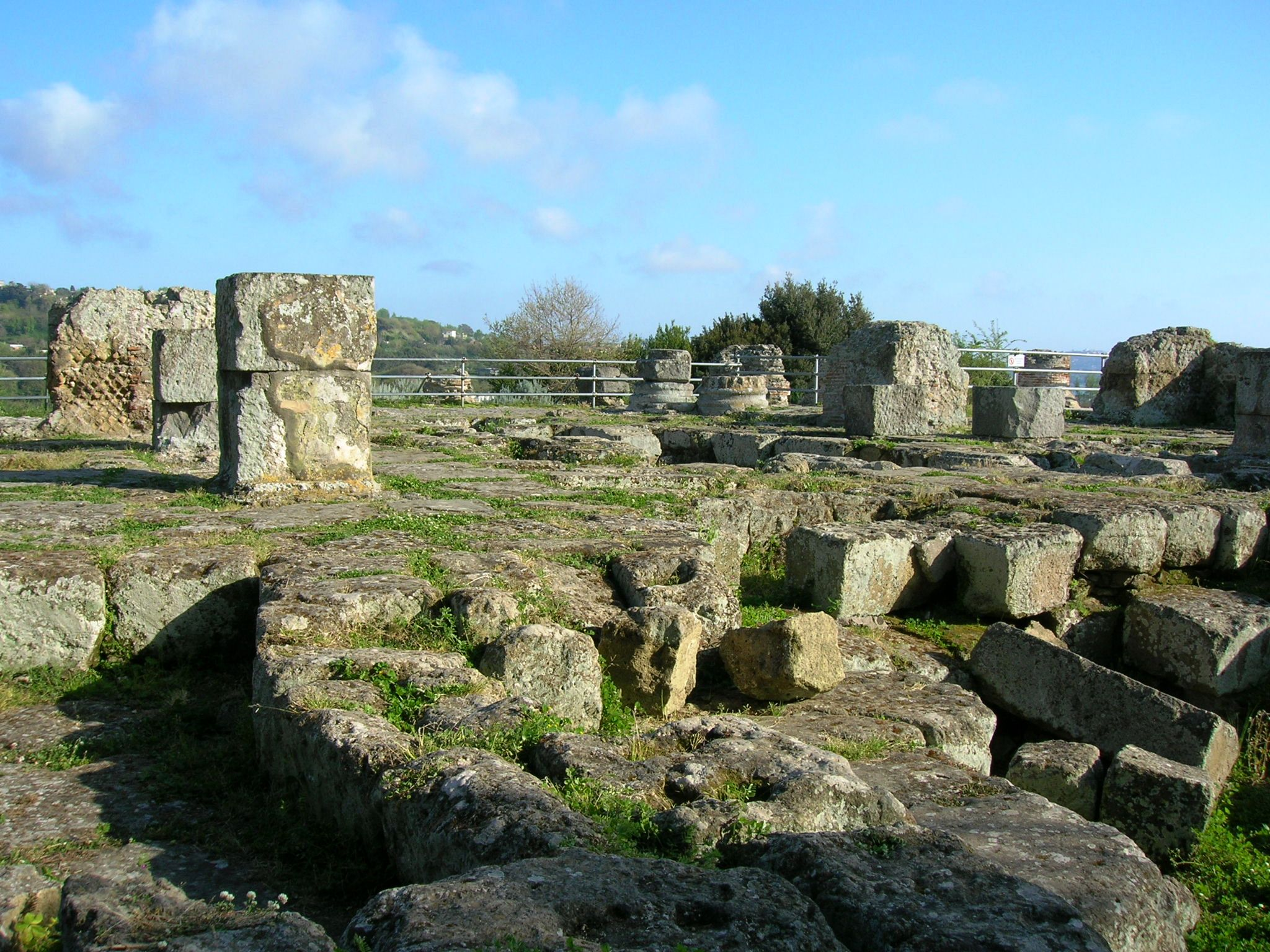
Il tempio di Apollo a Kyme (Cuma)

Le sette città metropolitane del Mezzogiorno sono quelle di Cagliari, Napoli, Bari, Reggio Calabria, Messina, Catania e Palermo.
Il clima è tipicamente mediterraneo sulle coste e temperato umido sui rilievi.
Il territorio meridionale è caratterizzato da elevata attività sismica; tra i principali eventi sismici che colpirono l'area vi furono il terremoto dell'Aquila del 2009, il terremoto dell'Irpinia del 1980, che provocò 2 914 morti e 280 000 sfollati, e ancora prima quelli della Marsica del 1915 e di Messina del 1908, tuttora il più grave disastro naturale mai registrato in Europa.

## Storia

### I primi insediamenti umani

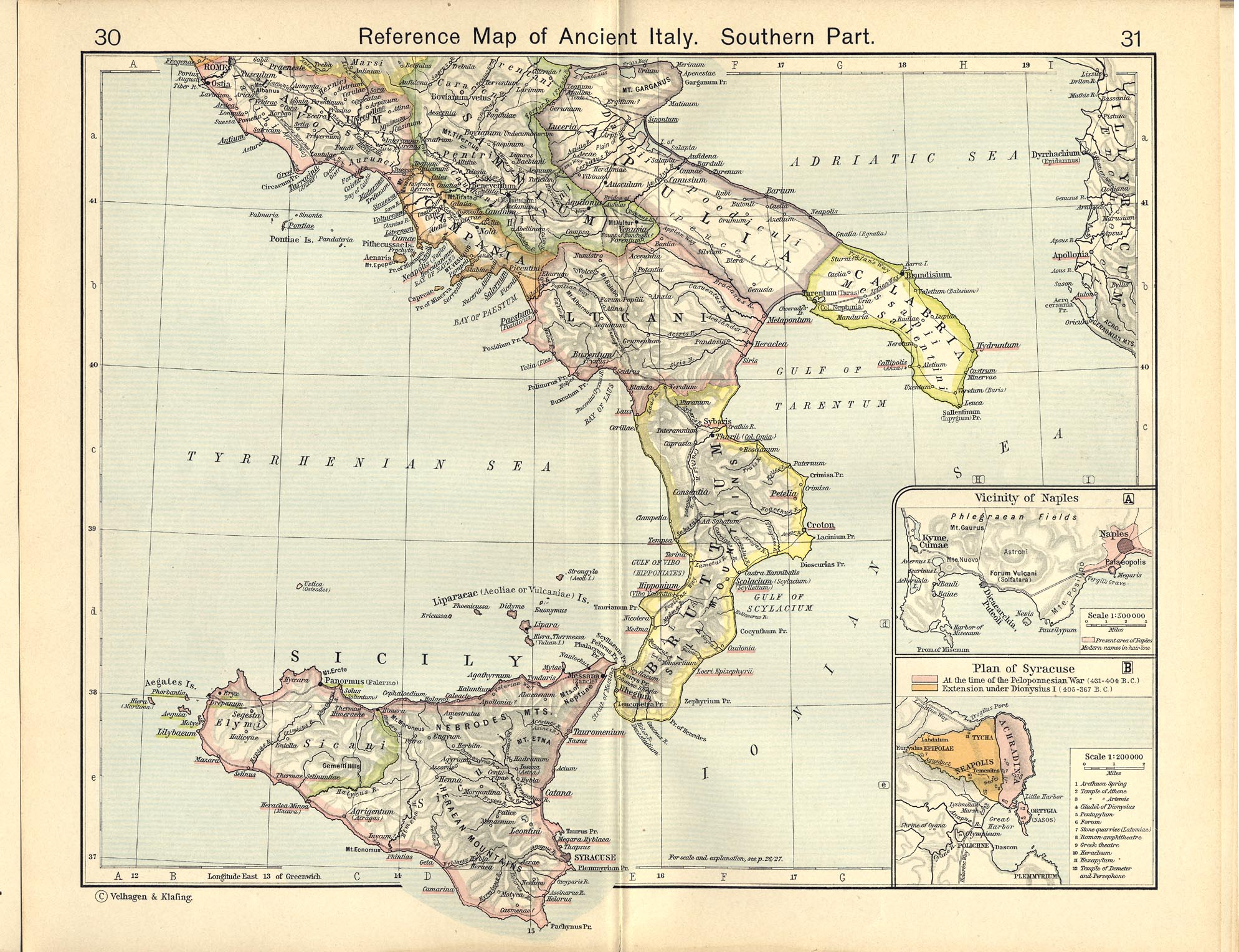
Cartina del Sud Italia in epoca augustea

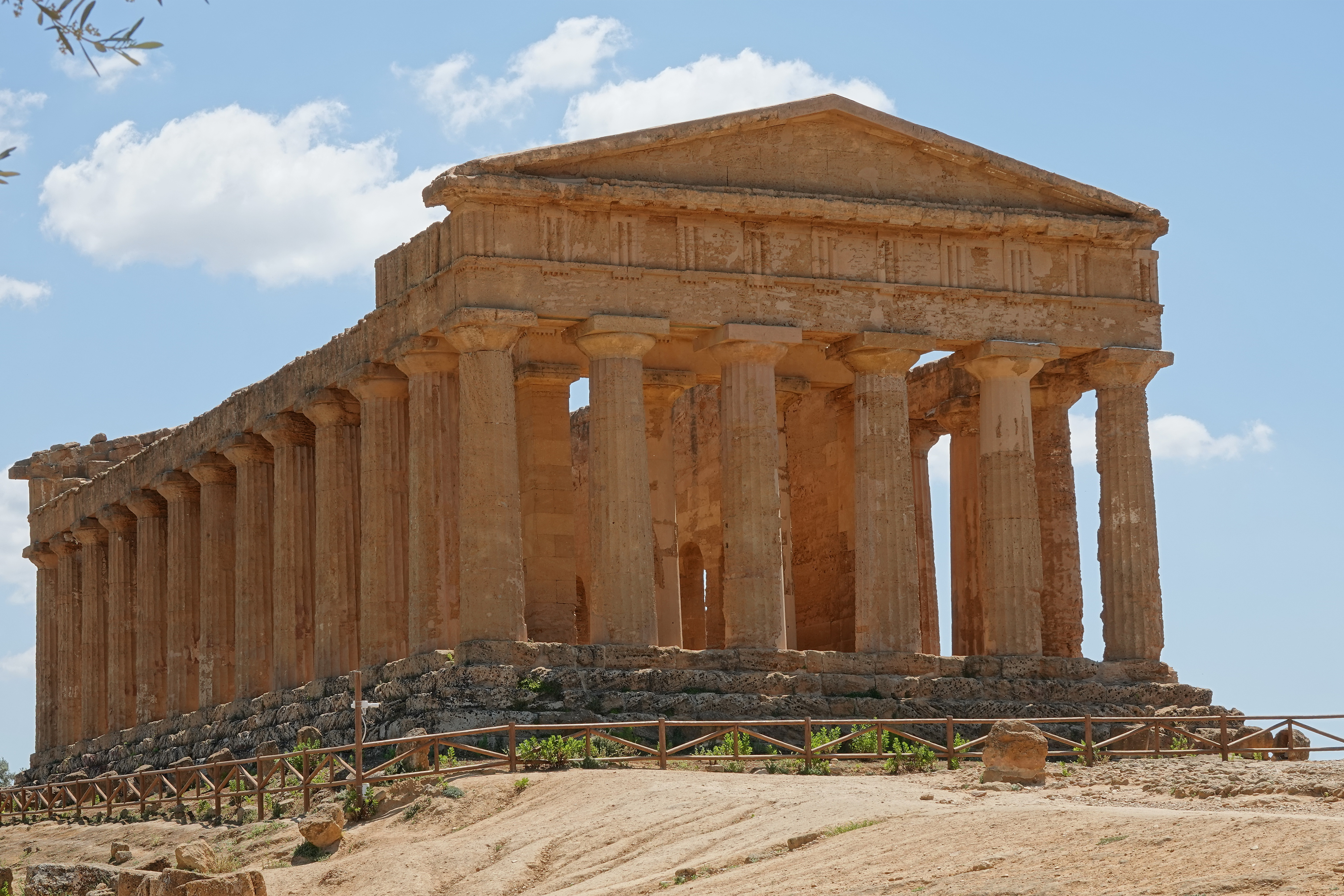
Tempio della Concordia, V secolo a.C. ad Akragas (Agrigento)

Le prime tracce umane nel Mezzogiorno risalgono al Paleolitico in base ai ritrovamenti di utensili tipo "amigdala" a Capri (NA) e a Castelpagano (BN) e i manufatti di tipo "musteriano" a Palinuro (SA), Tufara (CB), Grottaminarda (AV), Nerano (NA), Montemiletto (AV), nonché alla sella di Camporeale presso Ariano Irpino (AV). Considerando, inoltre, i più antichi nuclei indo-europei dei Siculi (1000-650 a.C.) e dei Sanniti (1000 a.C.), l'Italia meridionale fu colonizzata dai Greci che, nell'VIII secolo a.C. con un flusso migratorio originato da singole città greche, fondarono città come Zankle (Messina), Syrakousai (Siracusa), Akragas (Agrigento), Gela, Pithekusa (sull'isola di Ischia), Rhegion (Reggio Calabria), Kroton (Crotone), Kyme (Cuma), Metapontion (Metaponto) e Taras (Taranto). Le colonie greche, che si estendevano dalla Calabria alla Sicilia, dalla Campania alla Puglia, divennero così la culla della civiltà europea e non solo.
In Sardegna, all'elemento etnico autoctono si affiancò invece quello fenicio, col quale i rapporti lungo le zone costiere furono perlopiù pacifici, e in seguito cartaginese, nei cui confronti si è ipotizzato un lungo processo di integrazione e/o di pervicace resistenza da parte delle tribù native; la battaglia del Mare Sardo delineò definitivamente la sfera d'influenza punica nel Mediterraneo occidentale, in cui la Sardegna rientrava interamente. La diffusione di manufatti punici presso i Sardi nuragici e viceversa attesta una grande vitalità, intorno al IV secolo a.C., degli scambi interni. La presenza camito-semitica esercitò una profonda influenza sulla civiltà isolana, segnandone l'approdo alle forme urbane e la scoperta della scrittura; i Romani avrebbero faticato a eroderne la struttura sociale, come attestano la grande partecipazione di protosardi e sardo-punici alla rivolta di Ampsicora del 215 a.C., le continue campagne militari contro i Sardi fino al II secolo a.C., una penetrazione italica assai scarsa e, infine, la sopravvivenza del punico fino ad almeno il II secolo d.C. inoltrato.

### Dall'età romana ai Viceré

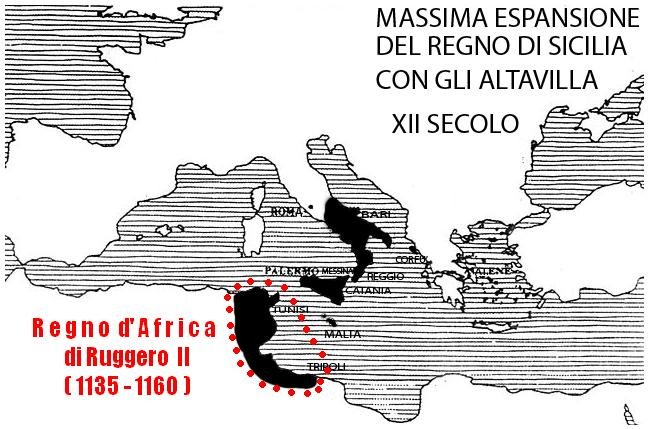
Il Regno di Sicilia durante la sua massima espansione, nel corso del dodicesimo secolo

A partire dal IV secolo a.C., il Sud Italia fu progressivamente conquistato dai Romani, che diedero grande impulso alle unità urbane, costruendo strade, città, templi, palazzi, acquedotti e altre infrastrutture, imponendosi definitivamente dopo la seconda guerra punica. Nel Mezzogiorno ci sono alcuni tra i più grandi ritrovamenti romani come Pompei, Ercolano, Stabia, Pozzuoli, Oplonti, Boscoreale e una delle più grandi e antiche collezioni si trova nel museo di Napoli.
Dopo la caduta di Roma e la costituzione del Regno d'Italia ostrogoto, la guerra greco gotica (che sancì la divisione dell'Italia fino al 1861), l'invasione longobarda e l'insediamento degli Arabi in Sicilia divisero il Mezzogiorno italiano: una parte rimase unita all'Impero bizantino, un'altra parte fu assoggettata ai Longobardi, in alcuni territori si svilupparono ducati più o meno autonomi, e infine la Sicilia venne governata dagli Arabi. Una volta instauratosi l'Emirato di Sicilia, Palermo divenne un importante centro culturale e politico del mondo musulmano. Questo equilibrio fu rotto dai Normanni che conquistarono tutto il Mezzogiorno, rimasto poi unito dinasticamente, tranne alcuni periodi, fino all'unità d'Italia.
Il Mezzogiorno italiano vide dunque l'alternarsi di molte entità politiche: Normanni, Svevi, Angioni, Aragonesi e infine Spagnoli dalla fine delle guerre d'Italia alla guerra di successione spagnola; dopodiché vi fu un Viceregno austriaco che finì con la conquista di Carlo II di Borbone, il quale fece iniziare il dominio borbonico che resse il Mezzogiorno quasi ininterrottamente dal 1734 fino al 1861.

### Regno delle Due Sicilie

Province e distretti delle Due Sicilie

Il Regno delle due Sicilie nasce, nel dicembre del 1816, dalla volontà di Ferdinando I di unire la corona di Sicilia con quella di Napoli. L'economia del regno si sviluppò molto nei primi anni di regno di Ferdinando II, anche se dipendeva molto dal capitale dello Stato e delle imprese straniere ed era sviluppata in modo poco omogeneo. Le zone costiere, e specialmente nella zona di Napoli e Caserta, avevano un modesto sviluppo industriale: ciò è dimostrato dalle officine di Pietrarsa, dalle ferriere in Calabria, dai più grandi cantieri navali dell'Italia a Castellammare che fecero salpare il primo piroscafo, nonché dalla costruzione della Napoli-Portici.
Inoltre, il bilancio del Regno delle Due Sicilie era in attivo, pur avendo una spesa sociale non indifferente. Rimanevano rilevanti problemi nelle campagne: un'economia fondata sul latifondismo, la mancanza di strade asfaltate e infrastrutture nell'interno.
Nelle città meridionali si sviluppò una vivace borghesia, che portò alla nascita dell'illuminismo partenopeo e di altre correnti culturali fondamentali per lo sviluppo dell'Europa moderna. Questa vivace borghesia, nata sotto il periodo borbonico, sarebbe diventata sempre più ostile alla monarchia, che era ben voluta dalla chiesa e dal proletariato urbano e rurale. Questo determinò diverse rivoluzioni, fra cui quella del 1799, quella del 1821 e quella del 1848.

### Dall'Unità d'Italia al periodo fascista

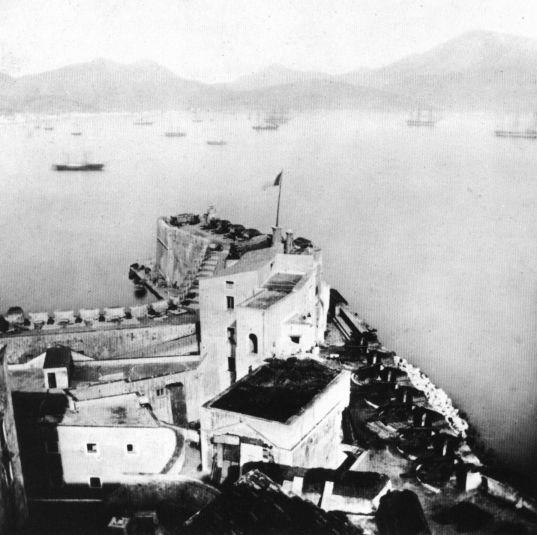
La batteria Santa Maria della fortezza di Gaeta dopo l'assedio. Sullo sfondo, la squadra navale che partecipò ai bombardamenti.

In seguito all'Unità d'Italia, la mancata integrazione economica della parte appena annessa del Paese, la chiusura di numerosi impianti industriali presenti nel territorio, la mancata redistribuzione delle terre promessa dai garibaldini, l'introduzione della leva obbligatoria, l'inserimento di nuove tasse per diminuire il debito causato dalle guerre d'indipendenza e la debolezza del neonato Stato portarono a numerose rivolte nelle campagne; in tale contesto, il brigantaggio, seppur endemico nel territorio, divampò, fomentato anche dalla monarchia borbonica riparata nello Stato Pontificio.
 Si cominciò a discutere a livello nazionale della "questione meridionale" e venne introdotta nel dibattito politico la corrente di pensiero e ricerca storica detta "meridionalismo".
Dopo il 1880, a seguito della crisi agraria che interessò il Mezzogiorno, si inasprì la povertà delle regioni meridionali, favorendo una massiccia emigrazione verso le Americhe. La crisi fu determinata dal crollo delle esportazioni dei prodotti agrari a causa della politica economica nazionale riguardante i dazi sui manufatti industriali stranieri: senza dazi alle frontiere, infatti, i manufatti nazionali risultarono molto più costosi di quelli stranieri. Ciò, unito all'introduzione da parte dei Paesi stranieri di dazi sui prodotti italiani, causò la rovina del settore agricolo meridionale e veneto. Le esportazioni di prodotti agrari crollarono e le campagne furono letteralmente abbandonate, poiché al contempo si verificarono le prime ondate d'emigrazione. Tutti i governi che si sono succeduti nel corso del XIX secolo e XX secolo operarono, spesso con risultati insufficienti, interventi speciali sulle aree interessate al fine di diminuire lo squilibrio che a molti livelli lasciava il Mezzogiorno lontano dalle restanti regioni italiane, come l'ampliamento della rete ferroviaria nel Meridione o la legge speciale per il risanamento di Napoli voluta fortemente da Francesco Saverio Nitti.
Durante il periodo fascista, parte dell'attuale Lazio (il circondario di Sora e quello di Gaeta) fu scorporata dalla ex provincia di Terra di Lavoro del Regno delle Due Sicilie e quindi dal Mezzogiorno. Lo stesso accadde a territori abruzzesi come l'area di Amatrice, Cittaducale e Leonessa, assegnata al Lazio da Mussolini e si arrivò a un'enorme differenza di reddito tra le regioni del Nord e quelle del Sud per via della volontà del regime di creare uno Stato autarchico e dell'inizio della battaglia del grano, questo fu in parte colmato grazie agli interventi fatti durante il miracolo economico.

### Dal dopoguerra a oggi
Dopo la seconda guerra mondiale, fu istituito un apposito ente pubblico che aveva funzioni di realizzare politiche incentivanti la produzione e sussidiarie delle economie locali: la Cassa per il Mezzogiorno (CASMEZ). L'attività di tale ente, che soprattutto nei suoi primi venti anni di vita aveva contribuito a ridurre il divario tra il Mezzogiorno e il resto del Paese, è cessata negli anni novanta ed è stata più volte oggetto di sospetti per una presunta gestione clientelare da parte della politica a partire dagli anni ottanta, mentre nel corso del Novecento sono diventate sempre più forti le organizzazioni criminali.
Nel dopoguerra le direttrici migratorie si spostarono verso l'Europa centrale e settentrionale (Francia, Germania, Svizzera e Belgio) e, soprattutto dopo la seconda guerra mondiale, verso l'Italia settentrionale (segnatamente Piemonte e Lombardia) quando la ricostruzione richiamò manodopera per il lavoro nelle fabbriche.

## Demografia
Dalla fine del XX secolo e in particolare dagli inizi del XXI secolo molte aree del Mezzogiorno vivono una condizione di costante spopolamento, dovuto sia a un marcato fenomeno di cali delle nascite e sia alla consolidata emigrazione verso l'estero o altre aree del Paese. La popolazione residente nel Mezzogiorno ammonta a 19 775 832 abitanti al 31 dicembre 2023, suddivisa tra:
- Italia meridionale: 13 411 488[26]

- Italia insulare: 6 364 344[26]

### Regioni
| Regione    | Capoluogo  | Abitanti  | Superficie (km²) | Densità (ab./km²) | Comuni | Pil procapite in euro PPA (2022) | Città metropolitane, province e liberi consorzi comunali                             |
| ---------- | ---------- | --------- | ---------------- | ----------------- | ------ | -------------------------------- | ------------------------------------------------------------------------------------ |
| Abruzzo    | L'Aquila   | 1 269 963 | 10 831,84        | 117,24            | 305    | 28 300                           | L'Aquila, Chieti, Pescara, Teramo                                                    |
| Basilicata | Potenza    | 533 636   | 10 073,32        | 52,98             | 131    | 29 500                           | Matera, Potenza                                                                      |
| Calabria   | Catanzaro  | 1 838 150 | 15 221,90        | 120,76            | 409    | 20 300                           | Catanzaro, Cosenza, Crotone, Vibo Valentia, Reggio Calabria                          |
| Campania   | Napoli     | 5 590 076 | 13 671,00        | 408,9             | 550    | 22 200                           | Avellino, Benevento, Caserta, Napoli, Salerno                                        |
| Molise     | Campobasso | 289 413   | 4 438,00         | 64,88             | 136    | 25 800                           | Campobasso, Isernia                                                                  |
| Puglia     | Bari       | 3 890 250 | 19 540,9         | 199,08            | 258    | 22 900                           | Bari, Barletta-Andria-Trani, Brindisi, Foggia, Lecce, Taranto                        |
| Sardegna   | Cagliari   | 1 569 832 | 24 100,02        | 65,14             | 377    | 25 000                           | Cagliari, Nuoro, Oristano, Sassari, Sud Sardegna                                     |
| Sicilia    | Palermo    | 4 794 512 | 25 832,39        | 185,6             | 391    | 21 000                           | Agrigento, Caltanissetta, Catania, Enna, Messina, Palermo, Ragusa, Siracusa, Trapani |

### Comuni più popolosi
Di seguito si riporta l'elenco della popolazione residente nei comuni con più di 50.000 abitanti al 31 dicembre 2022.
In corsivo i comuni non capoluogo di provincia. In grassetto i comuni capoluogo di regione.
| #  | Comune                  | Regione    | Città metropolitana, provincia o libero consorzio comunale | Abitanti | Superficie (km²)                         | Densità (ab./km²) | Altitudine (m s.l.m.) |
| -- | ----------------------- | ---------- | ---------------------------------------------------------- | -------- | ---------------------------------------- | ----------------- | --------------------- |
| 1  | Napoli                  | Campania   | Napoli                                                     | 913 462  | 119,02                                   | 7 789,39          | 17                    |
| 2  | Palermo                 | Sicilia    | Palermo                                                    | 630 167  | 160,59                                   | 3 924,07          | 14                    |
| 3  | Bari                    | Puglia     | Bari                                                       | 316 015  | 117,39                                   | 2 720,38          | 5                     |
| 4  | Catania                 | Sicilia    | Catania                                                    | 298 762  | 182,9                                    | 1 633,47          | 7                     |
| 5  | Messina                 | Sicilia    | Messina                                                    | 218 786  | 213,23                                   | 1 023,56          | 3                     |
| 6  | Taranto                 | Puglia     | Taranto                                                    | 188 098  | 249,86 Acque interne: 71,53 km² (28,63%) | 752,81            | 15                    |
| 7  | Reggio Calabria         | Calabria   | Reggio Calabria                                            | 170 951  | 236,02                                   | 715,16            | 31                    |
| 8  | Cagliari                | Sardegna   | Cagliari                                                   | 148 117  | 85,01                                    | 1 742,35          | 23                    |
| 9  | Foggia                  | Puglia     | Foggia                                                     | 145 348  | 509,26                                   | 285,41            | 76                    |
| 10 | Salerno                 | Campania   | Salerno                                                    | 127 186  | 59,85                                    | 2 125,08          | 2                     |
| 11 | Giugliano in Campania   | Campania   | Napoli                                                     | 123 679  | 94,62                                    | 1 307,11          | 97                    |
| 12 | Sassari                 | Sardegna   | Sassari                                                    | 121 021  | 547,04                                   | 221,23            | 225                   |
| 13 | Pescara                 | Abruzzo    | Pescara                                                    | 118 657  | 33,95                                    | 3 495,05          | 4                     |
| 14 | Siracusa                | Sicilia    | Siracusa                                                   | 116 244  | 207,78                                   | 559,46            | 17                    |
| 15 | Andria                  | Puglia     | Barletta-Andria-Trani                                      | 97 146   | 402,89                                   | 241,12            | 151                   |
| 16 | Lecce                   | Puglia     | Lecce                                                      | 94 517   | 238,93                                   | 392,19            | 49                    |
| 17 | Barletta                | Puglia     | Barletta-Andria-Trani                                      | 92 427   | 149,35                                   | 618,86            | 15                    |
| 18 | Catanzaro               | Calabria   | Catanzaro                                                  | 84 670   | 112,72                                   | 751,15            | 320                   |
| 19 | Brindisi                | Puglia     | Brindisi                                                   | 82 694   | 332,98                                   | 248,35            | 15                    |
| 20 | Torre del Greco         | Campania   | Napoli                                                     | 80 508   | 33,7                                     | 2 628,4           | 43                    |
| 21 | Marsala                 | Sicilia    | Trapani                                                    | 79 809   | 243,26                                   | 328,08            | 12                    |
| 22 | Pozzuoli                | Campania   | Napoli                                                     | 76 331   | 43,44                                    | 1 757,16          | 28                    |
| 23 | Casoria                 | Campania   | Napoli                                                     | 74 021   | 12,13                                    | 6 102,31          | 60                    |
| 24 | Ragusa                  | Sicilia    | Ragusa                                                     | 73 159   | 444,67                                   | 164,52            | 502                   |
| 25 | Caserta                 | Campania   | Caserta                                                    | 72 805   | 54,07                                    | 1 346,5           | 68                    |
| 26 | Gela                    | Sicilia    | Caltanissetta                                              | 71 217   | 279,07                                   | 255,19            | 46                    |
| 27 | Altamura                | Puglia     | Bari                                                       | 69 880   | 427,75                                   | 161,99            | 467                   |
| 28 | L'Aquila                | Abruzzo    | L'Aquila                                                   | 69 558   | 473,91                                   | 146,77            | 721                   |
| 29 | Quartu Sant'Elena       | Sardegna   | Cagliari                                                   | 68 585   | 96,41                                    | 711,39            | 6                     |
| 30 | Lamezia Terme           | Calabria   | Catanzaro                                                  | 67 026   | 162,43                                   | 412,65            | 216                   |
| 31 | Potenza                 | Basilicata | Potenza                                                    | 64 406   | 175,43                                   | 367,13            | 819                   |
| 32 | Cosenza                 | Calabria   | Cosenza                                                    | 63 760   | 37,86                                    | 1 684,1           | 238                   |
| 33 | Vittoria                | Sicilia    | Ragusa                                                     | 63 316   | 182,48                                   | 346,98            | 168                   |
| 34 | Castellammare di Stabia | Campania   | Napoli                                                     | 62 772   | 17,81                                    | 3 524,54          | 6                     |
| 35 | Afragola                | Campania   | Napoli                                                     | 61 712   | 17,90                                    | 3 447,6           | 43                    |
| 36 | Olbia                   | Sardegna   | Sassari                                                    | 61 048   | 383,64                                   | 159,13            | 10                    |
| 37 | Matera                  | Basilicata | Matera                                                     | 59 685   | 392,09                                   | 152,22            | 401                   |
| 38 | Caltanissetta           | Sicilia    | Caltanissetta                                              | 58 532   | 421,25                                   | 138,95            | 149,07                |
| 39 | Crotone                 | Calabria   | Crotone                                                    | 58 445   | 182,00                                   | 321,13            | 8                     |
| 40 | Acerra                  | Campania   | Napoli                                                     | 58 322   | 54,71                                    | 1 066,02          | 26                    |
| 41 | Marano di Napoli        | Campania   | Napoli                                                     | 57 777   | 15,64                                    | 3 694,18          | 151                   |
| 42 | Molfetta                | Puglia     | Bari                                                       | 57 329   | 58,97                                    | 972,17            | 15                    |
| 43 | Cerignola               | Puglia     | Foggia                                                     | 56 978   | 593,43                                   | 95,93             | 120                   |
| 44 | Benevento               | Campania   | Benevento                                                  | 56 201   | 129,00                                   | 429,54            | 135                   |
| 45 | Trapani                 | Sicilia    | Trapani                                                    | 55 559   | 273,13                                   | 203,42            | 3                     |
| 46 | Agrigento               | Sicilia    | Agrigento                                                  | 55 512   | 245,32                                   | 226,28            | 230                   |
| 47 | Trani                   | Puglia     | Barletta-Andria-Trani                                      | 54 941   | 103,41                                   | 531,29            | 7                     |
| 48 | Manfredonia             | Puglia     | Foggia                                                     | 53 902   | 354,54                                   | 152,03            | 5                     |
| 49 | Bisceglie               | Puglia     | Barletta-Andria-Trani                                      | 53 534   | 69,25                                    | 773,05            | 16                    |
| 50 | Modica                  | Sicilia    | Ragusa                                                     | 53 503   | 292,37                                   | 183               | 296                   |
| 51 | Montesilvano            | Abruzzo    | Pescara                                                    | 53 275   | 23,57                                    | 2 260,29          | 5                     |
| 52 | Bitonto                 | Puglia     | Bari                                                       | 53 168   | 174,34                                   | 304,97            | 118                   |
| 53 | Bagheria                | Sicilia    | Palermo                                                    | 52 928   | 29,84                                    | 1 773,73          | 76                    |
| 54 | Avellino                | Campania   | Avellino                                                   | 52 198   | 30,55                                    | 1 708,61          | 348                   |
| 55 | Portici                 | Campania   | Napoli                                                     | 52 054   | 4,52                                     | 11 516,37         | 29                    |
| 56 | Teramo                  | Abruzzo    | Teramo                                                     | 51 548   | 152,84                                   | 337,27            | 265                   |
| 57 | Cava de' Tirreni        | Campania   | Salerno                                                    | 50 539   | 36,53                                    | 1 383,49          | 180                   |
| 58 | Acireale                | Sicilia    | Catania                                                    | 50 515   | 40,43                                    | 1 249,44          | 102                   |
| 59 | Ercolano                | Campania   | Napoli                                                     | 50 124   | 19,89                                    | 2 520,06          | 44                    |
| 60 | Mazara del Vallo        | Sicilia    | Trapani                                                    | 50 039   | 274,64                                   | 182,2             | 8                     |

## Economia
Nonostante i mutamenti occorsi nella seconda metà del XX secolo, sussiste un divario economico tra le regioni settentrionali e quelle meridionali.
A peggiorare la situazione concorrono diversi fattori: in primis i problemi dell'offerta per la quale si perdono più posti di lavoro durante le fasi di recessione di quanto se ne creino durante le fasi di espansione; secondariamente, i problemi della domanda che vede acuirsi la distanza tra beni di mercato e tra servizi sociali alimentati rispettivamente dalla produttività del Nord e dall'assistenzialismo del Sud.
Il Mezzogiorno rappresenta circa un terzo della forza lavoro dell'Italia, eppure oltre il 20% della popolazione è esclusa dal mercato del lavoro. Il tasso di disoccupazione, in particolare, colpisce i giovani sotto i 24 anni per oltre il 50%.
Tra le cause di tale problema concorrono, tra l'altro, la carenza di investimenti pubblici, la scarsa dotazione di infrastrutture sia di trasporto che sociali, la diffusione di attività illegali caratterizzate da penetrazione mafiosa e la bassa accumulazione di capitale sociale.
Nel 2017 il pil delle regioni del Mezzogiorno era pari a 387 667 milioni di euro, contribuendo al 22,5% del prodotto interno lordo nazionale; il pil pro capite ammontava a 18 550 euro, rappresentante il 65% circa del pil pro capite nazionale di 28 500 euro.

## Cultura
La cultura artistica del Mezzogiorno italiano è il ricco portato delle sue varie esperienze storiche, fra cui la plurisecolare presenza antica (italica, messapica, fenicia, greco-romana, etc.), il lascito dei bizantini, degli arabi e dei normanni, degli angioini, nonché una certa perdurante influenza aragonese-spagnola. La cultura meridionale, fiorendo nelle sue varie espressioni, ha avuto modo di esprimersi tanto nello Stato nazionale moderno quanto a livello internazionale, nei quali si è radicata conoscendo un vasto numero di reintepretazioni (si pensi, per esempio, a livello culinario, alla pizza o al calzone, affermatisi lungo tutto lo Stivale, o alla pizza siciliana o - in ambito estero - a quella in stile newyorchese).
Alla precoce unificazione nel Regno di Sicilia, la cui superficie politica risultò pressoché immutata fino all'unità d'Italia, fa anche seguito una qual certa identità linguistica: le lingue popolari più diffuse tra i locali, in una situazione di diglossia, sono infatti i dialetti italiani centro-meridionali, di ceppo italo-romanzo e italo-dalmata, suddivisi nei due rami meridionale intermedio (da cui discende la lingua napoletana) e meridionale estremo (comprendente la lingua siciliana).
Diverso è il caso della Sardegna, patria di una specifica storia e cultura e di una sua lingua romanza: il sardo.
Numerose in tutto il Mezzogiorno sono, infine, le isole linguistiche, alcune delle quali di origine non latina.

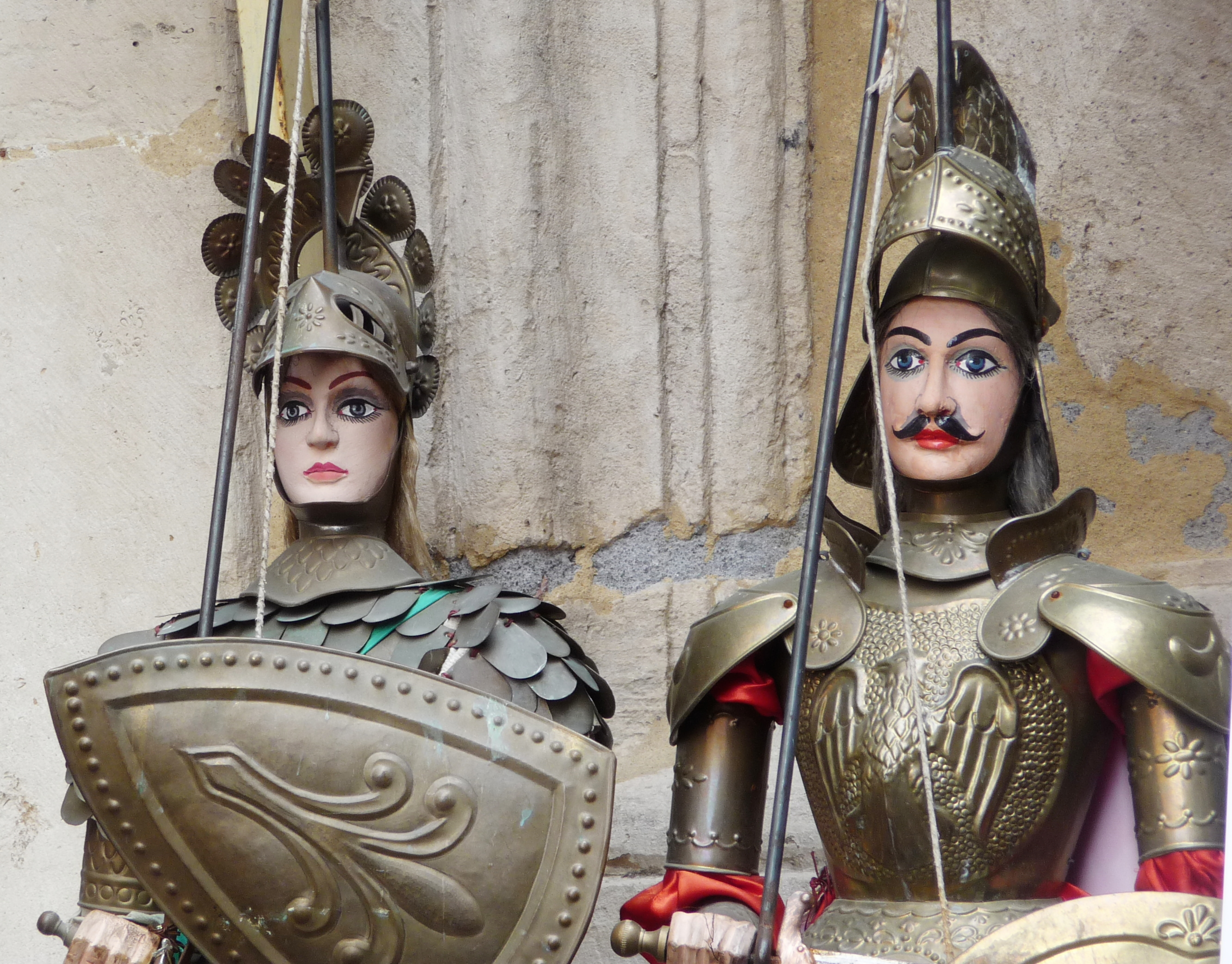
L'Opera dei Pupi
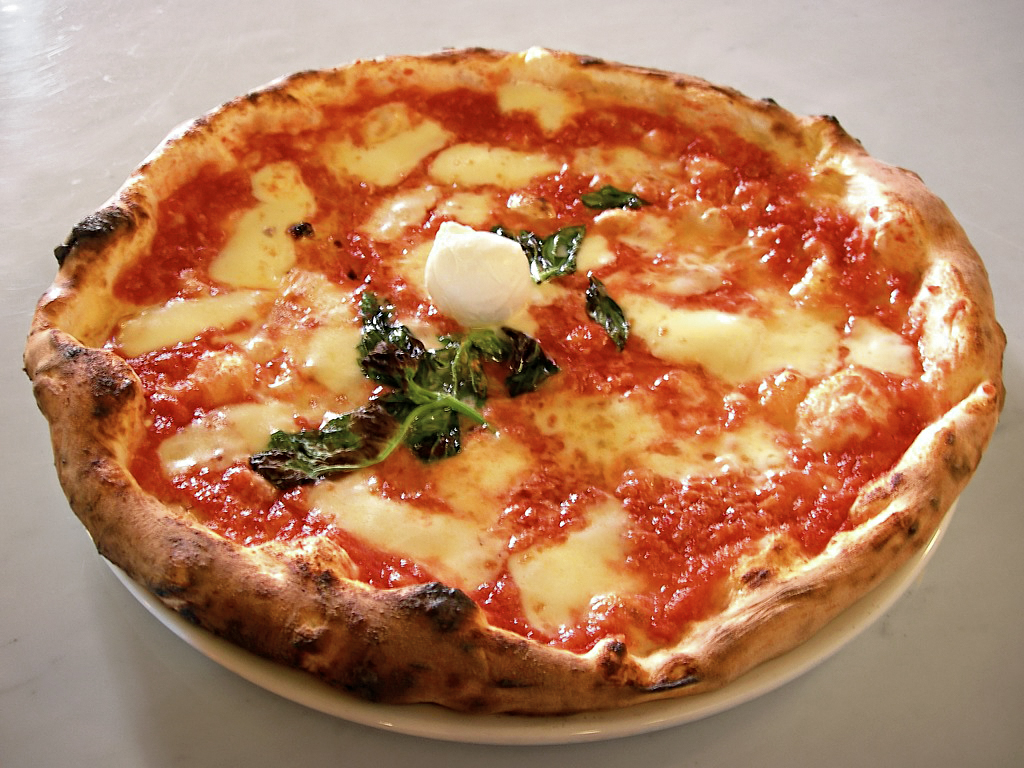
La pizza Margherita
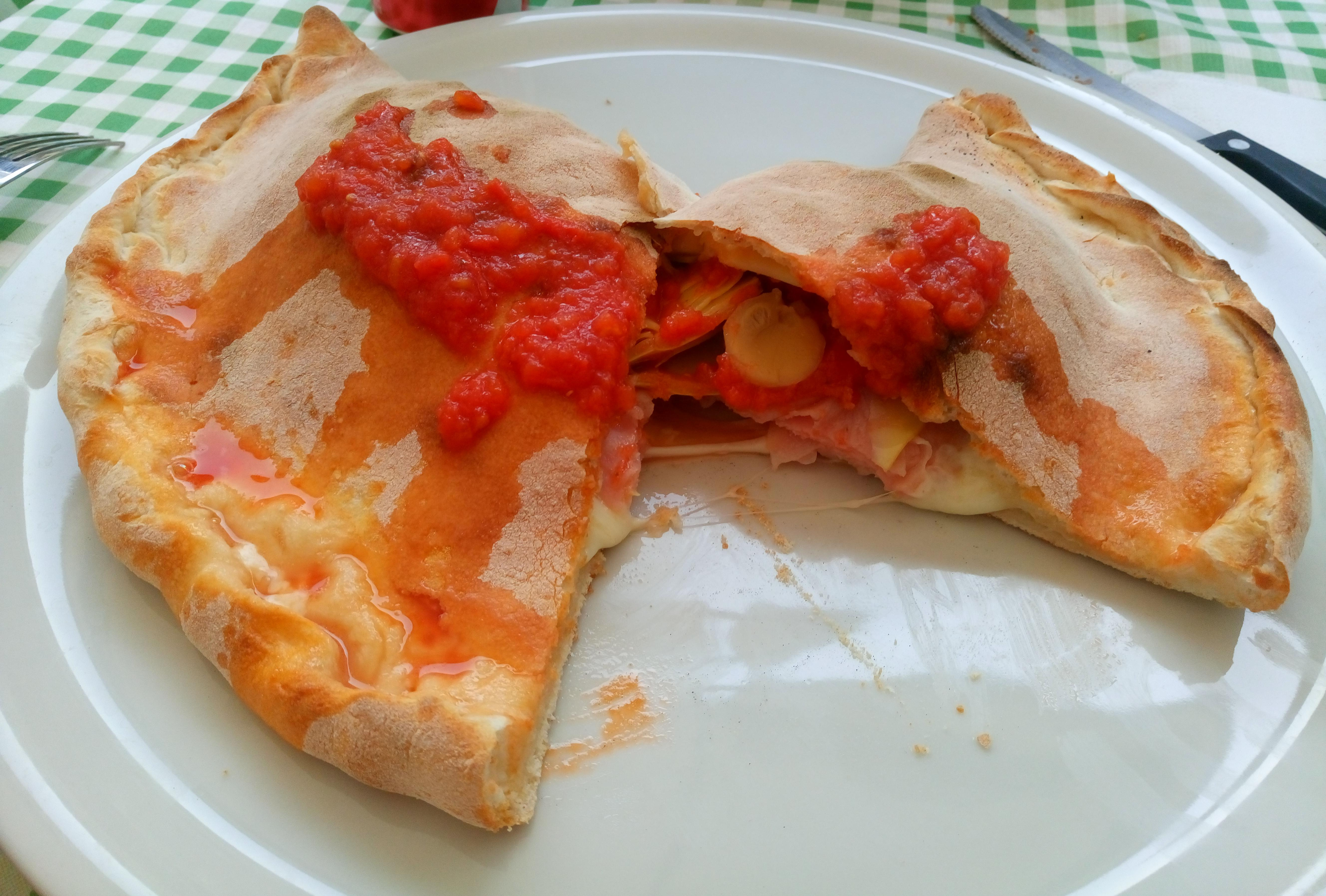
Il calzone
Diffusione dei dialetti italiani meridionali
Diffusione dei dialetti italiani meridionali estremi
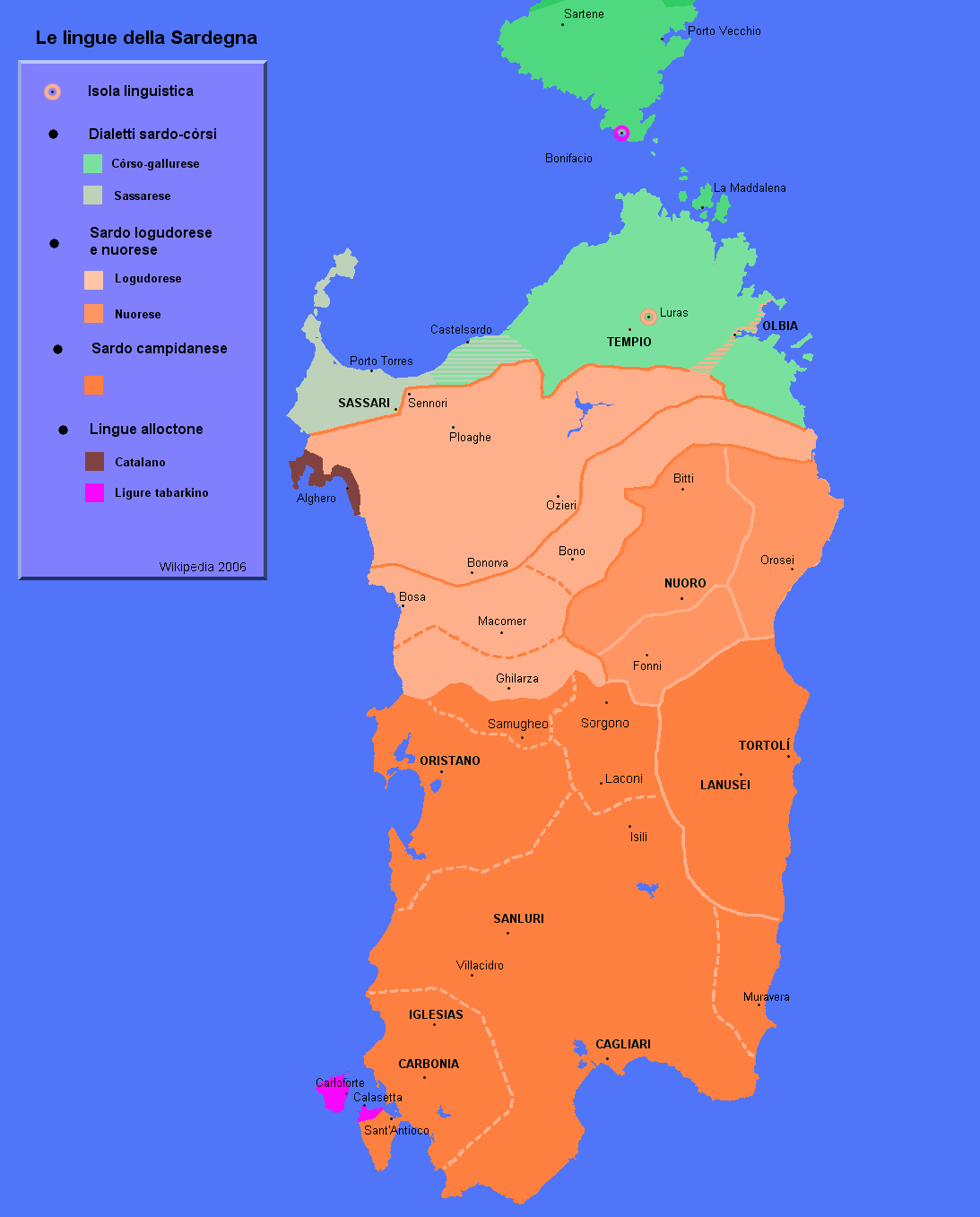
Le lingue e i dialetti della Sardegna